# フリースクール一覧
フリースクール一覧（フリースクールいちらん）は、各地に存在するフリースクールを一覧としたものである。

## フリースクール
- ふりーすくーる ぼうけん のがり山（佐賀県神埼市脊振町）
- ラーンネットグローバルスクール（兵庫県神戸市）
- フリースクールRiz（東京都目黒区碑文谷）
- フリースクールゆうがく（東京都渋谷区代々木）
- ドリームプラネット・インターナショナル・スクール（沖縄県宜野湾市大山）
- フリースクールあっとまあく拝島（東京都昭島市）
- 特定非営利活動法人フリースクール三重シューレ（三重県）
- 特定非営利活動法人・石井子どもと文化研究所 くるみ（大阪府）
- いいづな学園フリースクールグリーン・ヒルズ中学部（長野市）
- 丹波ナチュラルスクール（京都府船井郡京丹波町）
- フリースクールひよこの家（栃木県塩谷郡高根沢町）
- ハルハウス 宿泊型フリースクール（静岡県下田市）
- フリースクールみらいの会（京都府向日市）
- 岐阜フリースクール
- フリースクール恵友学園
- フリースクール彩星学舎
- 大阪YMCA国際専門学校国際高等課程
- 近畿自由学院（大阪市）
- 特定非営利活動法人フリースクール青砥
- 岐阜フリースクール
- フリースクールしまね大田本校
- フリースクールしまね松江校
- 手話での教育を行うフリースクール
- フリースクールだいと高等部
- フリースクール志太高等学院
- 特定非営利活動法人彩星学舎（埼玉県さいたま市）
- 特定非営利活動法人盛岡ユースセンター（岩手県盛岡市）
- フリースクール花鶏学苑（岩手県宮古市）
- 興学社高等学院 フリースクール（千葉県松戸市）
- 沖縄フリースクール まなびばおきなわ（沖縄県浦添市）
- 東京未来大学みらいフリースクール（東京都足立区）
- N中等部（新宿キャンパス・東京都、秋葉原キャンパス・東京都、池袋キャンパス・東京都、江坂キャンパス・大阪府、横浜キャンパス・神奈川県、大宮キャンパス・埼玉県、名古屋キャンパス・愛知県、ネットコース）

### フリースクール全国ネットワーク正会員団体一覧
- 特定非営利活動法人YCスタジオ（島根県）
- 特定非営利活動法人コミュニティーリーダーひゅーるぽん心と居場所支援プログラム「じゃんけんぽん」（広島県）
- 特定非営利活動法人ドリームフィールド（静岡県）
- 特定非営利活動法人ネモちば不登校・ひきこもりネットワーク（千葉県）
- 特定非営利活動法人フォロ（大阪府）
- 特定非営利活動法人クレイン・ハーバー（長崎県）
- 特定非営利活動法人ビーンズふくしま（福島県）
- 特定非営利活動法人フリースクールエイ・ユーシーAUC（山口県）
- 特定非営利活動法人フリースクールFor Life（兵庫県）
- 特定非営利活動法人フリースクールさとぽろ（北海道）
- 特定非営利活動法人フリースクールみなも（大阪府）
- 特定非営利活動法人フリースクール札幌自由が丘学園（北海道）
- 特定非営利活動法人フリースクール地球子屋（熊本県）
- 特定非営利活動法人越谷らるごフリースクールりんごの木（埼玉県）
- 特定非営利活動法人珊瑚舎スコーレ（沖縄県）
- 特定非営利活動法人寺子屋方丈舎（福島県）
- 特定非営利活動法人夢街道国際交流子ども館（京都府）
- 特定非営利活動法人Nest（旧フリースクール下関）（山口県）
- 特定非営利活動法人フリースクールP&T新潟校（新潟県）
- 特定非営利活動法人国際フリースクールI CAN（新潟県）
- 特定非営利活動法人東京シューレ王子・新宿/東京シューレ学園/東京シューレ葛飾中学校
- キュリアス・ジョージオルタナティブスクール（愛知県）
- したいなぁ〜松戸（千葉県）
- じゃがいも（新潟県）
- スクールさぽーとネットワーク（北海道）
- のむぎO.C.S（神奈川県）
- ひびきの村ラファエルスクール（北海道）
- フリースクール@なります（東京都）
- フリースクール「ヒューマン・ハーバー」（香川県）
- フリースクールKid's（長野県）
- フリースクールWILLBE高等学院（福井県）
- フリースクールあおば（千葉県）
- フリースクール僕んち（東京都）
- フリースペースてらこやおひさま（岡山県）
- フレネ自由教育フリースクールジャパンフレネ（東京都）
- ポケットフリースクール（東京都）
- まきばフリースクール（宮城県）
- 新潟登校拒否の居場所づくりの会「こどものフリースペースにいがた」（新潟県）
- 神戸フリースクール（兵庫県）
- 人の泉 オープンスペース"Be!"(東京都）
- 地球の子どもの家・下條（長野県）
- 東京YMCA "liby"（東京都）
- 訪問型フリースクール漂流教室（北海道）